# Peter Atkinson
Peter Atkinson, född 19 januari 1943, är en brittisk konservativ politiker. Han var parlamentsledamot för valkretsen Hexham från 1992 till 2010.